# Nasr ibn Ahmad
Naṣr ibn Aḥmad, conosciuto come Naṣr II o "Naṣr il Fortunato", (in persiano نصر ﺑﻦ ﺍﺣﻤﺪ‎, Naṣr b. Aḥmad; 906 – 943), è stato un emiro persiano dal 914 all'anno della sua morte.
Il suo regno viene considerato l'acme della dinastia. Era figlio di Aḥmad b. Ismāʿīl.

## Biografia
Naṣr - il cui nome completo era Abū l-Ḥasan Naṣr b. Aḥmad b. Ismāʿīl Sāmānī - divenne Emiro a otto anni, a seguito dell'assassinio di suo padre nel gennaio del 914. A causa della sua giovanissima età, il suo vizir Abū ʿAbd Allāh al-Jayhānī assunse la reggenza. Quasi subito esplosero varie rivolte, la più grave delle quali fu quella condotta dal prozio Isḥāq ibn Aḥmad. I figli di Isḥāq si unirono alla ribellione e uno, di nome Manṣūr, riuscì ad assumere il controllo di Nishapur e di varie altre città del Khorasan. Infine però Isḥāq fu fatto prigioniero, mentre Manṣūr moriva a Nīshāpūr.
L'ascesa di Naṣr produsse una notevole instabilità nelle periferie dello Stato samanide. Gli Abbasidi cercavano di recuperare il Sistan, mentre Rayy e il Tabaristan cadevano sotto il controllo dell'alide al-Utrush. Sebbene non fossero in grado di recuperare quelle province, i Samanidi riuscirono a coinvolgere dalla loro parte numerosi esponenti del Daylam e del Gilan. Una minaccia di mobilitazione da parte di Naṣr nel 933 per sottomettere il Gurgan e assoggettare a tributo Rayy, fu rintuzzata dallo ziyaride Mardāvīj b. Ziyār, che era diventato un potente personaggio della regione. Il fratello di Mardavij, Vushmgir, che assunse il potere nel 935, accettò tuttavia la sovranità samanide e le forze samanidi furono pesantemente coinvolte nella protezione degli Ziyaridi dalle mene dei Buyidi, che stavano cominciando ad affermarsi nella Persia centrale.
Jayhāni fu rimosso nel 922 da Naṣr perché sospettato di simpatie sciite e sostituito da Abū l-Faḍl al-Balʿami (padre del famoso storico Abū ʿAlī Muḥammad b. Muḥammad al-Balʿamī), che per lo più confermò la politica del suo predecessore. Nel 929 scoppiò una rivolta di alcuni fratelli di Nasr, che proclamarono Yaḥyā loro Emiro (amīr). Balʿami tentò di soffocare la ribellione mettendo i fratelli l'un contro l'altro. Nel 938 Jayhāni fu rimesso al suo posto di vizir: carica che conservò fino alla morte nel 941.
I funzionari di Naṣr contribuirono a trasformare la corte samanide in un autentico centro di cultura. Jayhāni fu famoso come autore di geografia e sull'argomento scrisse un libro apprezzato. I suoi interessi in materia lo indussero a invitare a Bukhara geografi da molte parti del mondo islamico. Scienziati, astronomi e altri studiosi raggiunsero la città. Anche Balʿami fu interessato alle arti e fu patrono di intellettuali e scrittori.

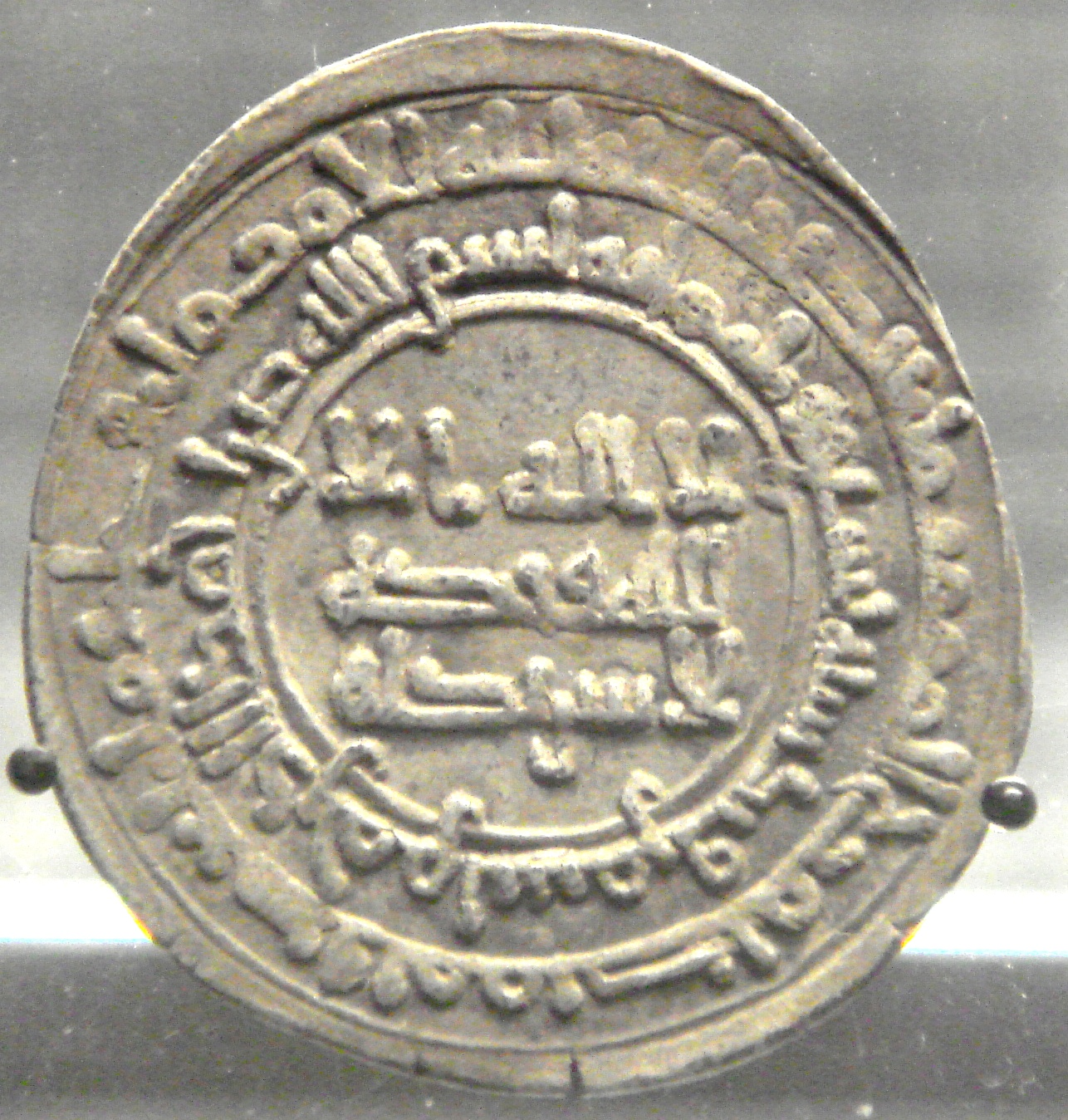
Moneta di Nasr II, battuta a Samarcanda, 921-922 (recto).

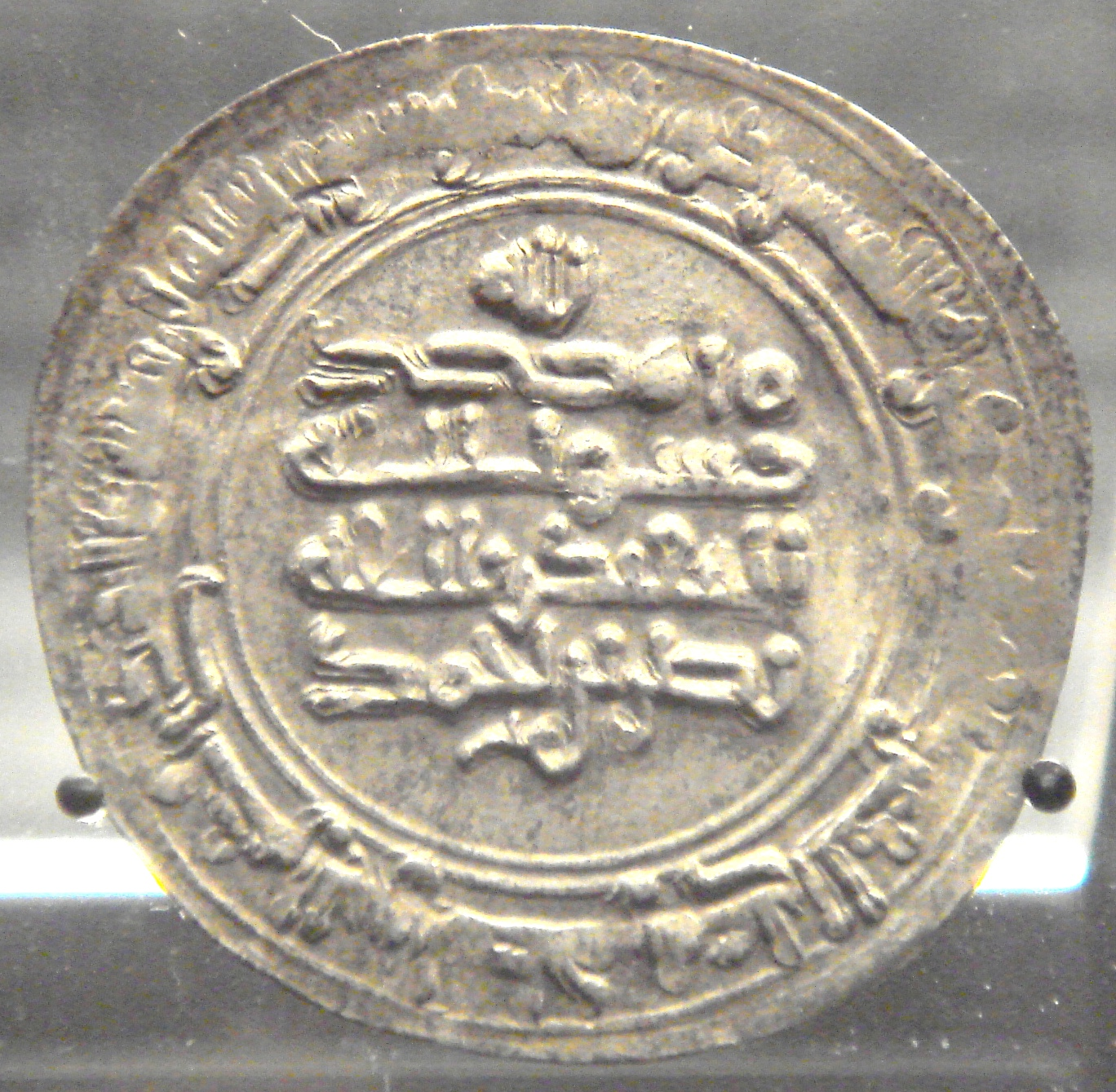
Moneta di Nasr II, battuta a Samarcanda, 921-922 (verso)

Nel 943 numerosi ufficiali dell'esercito samanide, irritati per il sostegno garantito da Naṣr ai propagandisti ismailiti, ordirono un complotto per uccidere l'amīr. Il figlio di Naṣr, Nūḥ, venne tuttavia a conoscenza del piano e organizzò un banchetto, invitando i congiurati, al cui leader fu tagliata senza pietà la testa dalle sue fedeli guardie. Per placare gli altri ufficiali, promise di bloccare l'attività dei "missionari" ismailiti. Naṣr fu poi convinto da Nūḥ ad abdicare. Poco tempo dopo l'amīr morì.